# 蒙彼利埃女子足球俱乐部
蒙彼利埃足球俱乐部女子足球队（法語：Montpellier Hérault Sport Club Féminines，法語發音：[mɔ̃pɛˈlyeɪ eɪˈroʊ] ，簡稱為Montpellier）是位於法國南部埃罗省朗格多克-鲁西永大区的市镇马格洛讷新城（Villeneuve-lès-Maguelone）的女子足球球會，成立於1990年，現時在法國甲組女子足球聯賽參賽。
蒙彼利埃女隊在约瑟夫-勃朗体育场（Stade Joseph-Blanc）進行主場賽事，球場位於马格洛讷新城，可以容納1,000名觀眾，球隊有時亦會安排在男子隊位於蒙彼利埃市的莫松体育场（Stade de la Mosson）舉行賽事。根據2010/11年欧洲足联积分排名，蒙彼利埃排名第七位。

## 歷史
球隊於1990年由兩支本地球隊「Racing Club de Paillade」和「Entente Cressoise」合併以「Montpellier-Le-Crès」的名義成立。2001年這支女子隊併入蒙彼利埃足球俱乐部成為其女子部門。球隊於2004年及2005年贏得兩屆法國甲組女子足球聯賽冠軍，並曾分別於2006年、2007年及2009年三奪法國挑戰盃錦標，是法國女子足球界最成功的球隊之一。蒙彼利埃於2005/06年晉級欧洲女子冠军联赛前身歐洲女子聯盟杯的準決賽，並於2009/10年首屆女子歐聯闖入半準決賽，僅以作客入球優惠不敵瑞典的于默奥IK。

## 榮譽

### 本土
- 法國甲組女子足球聯賽

冠軍（2）： 2003/04年、2004/05年；
- 女子法國盃

冠軍（3）：2006年、2007年、2009年；

## 著名球員
- （Camille Abily）
- （Sonia Bompastor）
- （Laure Lepailleur）
- （Louisa Nécib）
- （Élodie Thomis）

## 外部連結
- Official website （法文）